# Combat en espai confinat
|  | No s'ha de confondre amb Combat cos a cos. |

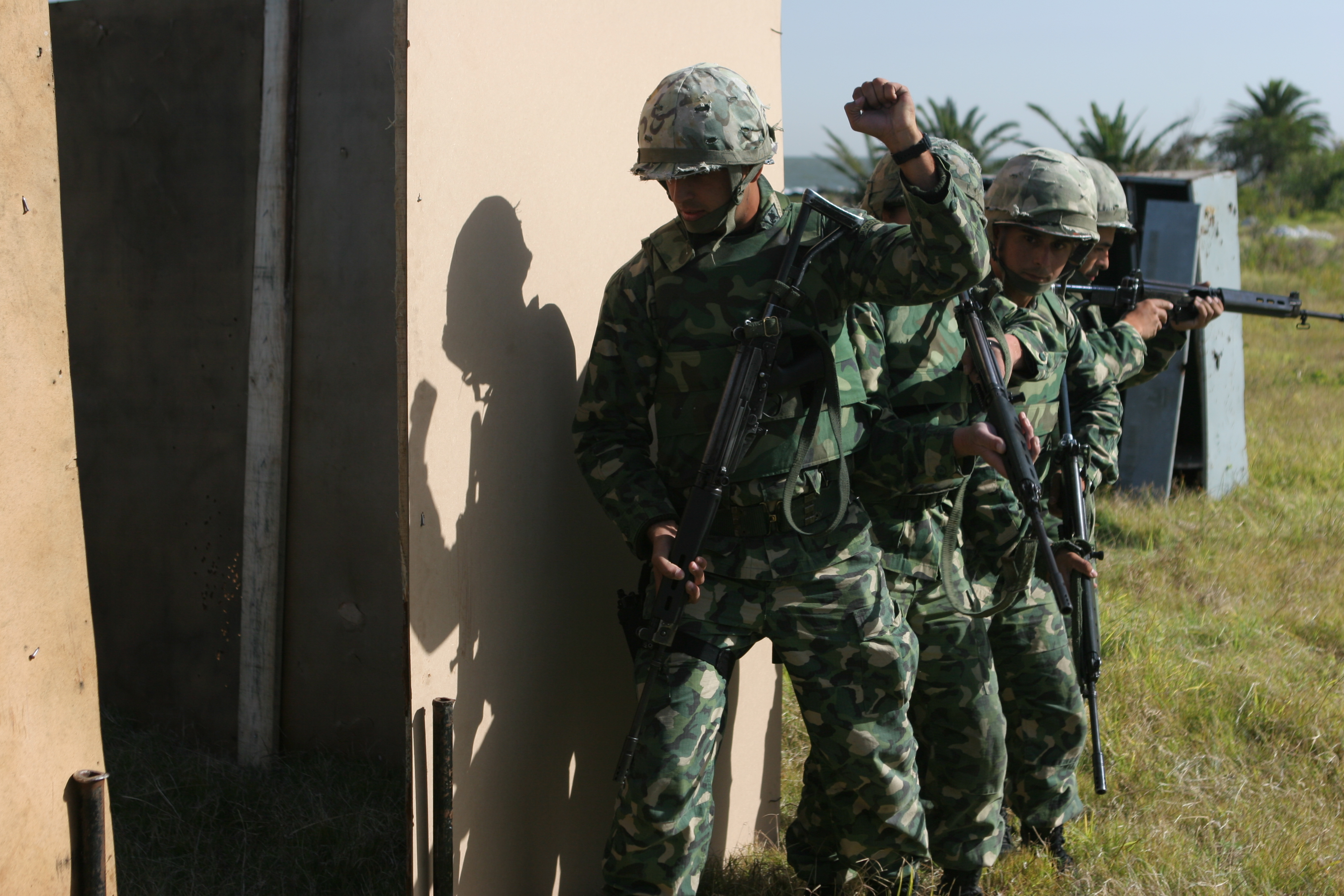
Infants de marina uruguaians realitzant un entrenament de CQB a Montevideo, Uruguai, el 8 de maig de 2008.

El combat en espais confinats, més conegut pels noms en anglès close quarters combat (CQC) i close quarters battle (CQB), és un tipus de combat en el qual petites unitats s'enfronten a l'enemic amb armes personals a molt poca distància, possiblement fins al punt d'arribar al combat cos a cos o lluita amb armes de mà com espasa sobre ganivets. A l'escenari CQC típic, els atacants intenten l'assalt violent i molt ràpid d'un vehicle o estructura controlada pels defensors, que normalment no tenen una forma fàcil de retirar-se. Com que enemics, ostatges/civils, i els mateixos companys d'operació poden estar estretament barrejats, el CQC requereix un assalt ràpid i una aplicació precisa de la força letal. Els agents necessiten tenir gran habilitat amb les seves armes, però també l'habilitat de prendre decisions en fraccions de segon per tal d'evitar o limitar les víctimes amigues. El CQC es defineix com un conflicte de curta durada i d'alta intensitat, caracteritzat per la violència sobtada a curta distància.
Encara que els criminals de vegades fan servir tècniques CQC, com en un robatori a mà armada o en una fugida, la majoria de la terminologia prové de l'entrenament usat per preparar soldats, policies, i altres autoritats. Per tant, la majoria del material sobre CQC és escrit des de la perspectiva de les autoritats que han d'entrar en un lloc on la força oponent (opfor) s'ha atrinxerat.
Encara que hi ha una considerable superposició, CQC no és sinònim de guerra urbana, de vegades coneguda en el món occidental pels acrònims militars en anglès Mout (operacions militars en terreny urbà), FIBUA (lluita en àrees edificades) o OBUA (operacions en àrees edificades). Les guerra urbana és un camp molt més gran, que inclou logística i armes pesants com metralladoras pesades, morters, i llançagranades muntats, així com artilleria, blindats, i suport aeri. En canvi el CQC se centra en petites unitats d'infanteria que empren armes lleugeres i compactes que poden ser portades per un sol home i fàcilment usades en espais reduïts, com carabines, subfusells, escopetes, pistoles, i ganivets. De manera que el CQC és un concepte tàctic que forma part del concepte estratègic de la guerra urbana, però no tots els casos CQC es desenvolupen necessàriament en un entorn de guerra urbana, per exemple la guerra de guerrilles i de jungla.